# 秋山道男
秋山 道男（あきやま みちお、1948年9月29日 - 2018年9月19日）は、日本の編集者、プロデューサー、クリエィティブディレクター、装丁家、俳優、作詞家、作曲家。千葉県松戸市生まれ。スコブルコンプレックス會社・主宰。資生堂文化デザイン部編集委員。
本人いわく「都市・空間・商品・宣伝・編集・芸能・芸術・食・身体・生活・ファッションなど多領域の仕事群を『魅力づくり』として遂行」する仕事を行っている。
1960年代には「秋山未知汚」「秋山未痴汚」名義を、1970年代には「秋山ミチヲ」名義を用いていた。

## 経歴・人物
東京都立工芸高等学校デザイン科卒業。同級生には南伸坊がいた。高校時代はバンドを組んでいて、おしゃれだった。子供の頃から吃音があった。
高校卒業後、しばらくフーテン生活を送り「原宿の万引き王」と呼ばれたが、19歳で若松孝二の若松プロダクションに入社。脚本、音楽、ポスター制作、助監督を担当。秋山未知汚名義で俳優として映画にも出演した。1970年の『性賊 セックス・ジャック』では少年テロリストを演じ、大和屋竺から絶賛された。
若松プロでは「オバケ」の渾名で呼ばれており、1969年の足立正生監督作品『性遊戯』では、「オバケ」という役名で出演している。撮影場所も秋山の実家が使われた。この映画には、若松プロで「ガイラ」と呼ばれていた小水一男も「ガイラ」という役名で出演した。
作曲したサンバ「ここは静かな最前線」（作詞：足立正生）は、山下洋輔トリオの演奏で、映画『天使の恍惚』（1972年）の主題歌となった（後に渚ようこがカバーしている）。作品中にもギターを弾く男として出演し、この曲を演奏、主演の横山リエが歌っている。「状況劇場」、暗黒舞踏関係、「発見の会」など、アングラ系の人々とも知り合うが、政治色の強くなった若松プロから距離を置くことを考える。
「発見の会」の黒内直の依頼で、印刷会社の屋根裏に住み込み「無限會社・面白商会」と個人で名乗り、アングラ関係の印刷物・着ぐるみの中身担当・引越しの手伝いなどの便利屋業を行いつつ、放送作家としても活動。テレビ番組『ベルトクイズQ&Q』のクイズを担当。また、「クイズを歌で出せば面白いのでは」と、担当ディレクターの河内紀と探し歩いて、1972年に荒戸源次郎が創設していた劇団「天象儀館」の女性コーラス達を起用したことから、秋山も天象儀館に入団。他のメンバーには上杉清文、櫻木徹郎らがいた。美術、デザイン、俳優をこなす。
1973年には、天象儀館のメンバーの出演による、大和屋竺監督による映画『愛欲の罠（別名：朝日のようにさわやかに）』が製作され、腹話術師の殺し屋役を演じたが、生計は筋子、数の子、タラコなどを路上で売るテキヤで立てていた。この時期、糸井重里、ペーター佐藤らと出会っている。
1976年から荒俣宏監修で月刊ペン社から刊行された「妖精文庫」等、本の装丁も行う。また、伊集院彩名義で雑誌『JUNE』の表紙デザインも行った。また、ペーター佐藤の紹介で、カネボウ化粧品の広報誌「BELL」の編集長から、「産休を取るから編集長になってくれ」と依頼され、突如、編集長となる。雑誌はすぐにつぶれたが、編集についてのノウハウを学ぶ。
1978年、30歳で事務所「秋山計画」を設立。のちに「スコブルコンプレックス」に改名。なお、「スコブル」は宮武外骨が刊行していた雑誌から取った名前である。
1979年 - 1980年には西友の広報誌の編集長を務め、「こども向けのパンク雑誌」とのアイディアで『熱中なんでもブック』（のちに『青春評判ブック』）と題して刊行。スタッフに林真理子、中野翠、松川邦生 等がいた。
1980年、青春出版社の新雑誌『BIG tomorrow』に創刊ブレインとして参加。「『困っているサラリーマン』を救う、ダサイ雑誌がいい」と助言して、ヒット雑誌となる。
1983年には無印良品の青山店の開店を手伝ったことがきっかけで、無印良品全般のプロデュースを行い、人気商品とする。同じく1983年からチェッカーズの総合プロデュースを行い、髪型、ファッションなどのバンド・コンセプト、タレント本の企画編集、映画のシノプシスなどを考え、人気バンドに育てた。この頃は「すべての自分の仕事は『編集』である」と、「スーパー・エディター」を名乗っていた。その他、小泉今日子、日本新党、六本木ヒルズ内のいくつかの店などのプロデュースも行った。なお本人は「魅力化」と呼んでいる。
1984年、細野晴臣のお墨付きで、「YMO散開」後に2ヶ月間だけ「二代目YMO」を襲名する。
1985年には、高岡一弥、後藤繁雄との共同編集で雑誌『活人』（毎日新聞社）を創刊。創刊号の表紙を、裸の小泉今日子の全身黒塗り写真（イブ・クラインの写真の真似）で飾り、読者の度肝を抜くが、雑誌は2号で廃刊。1986年には小泉今日子の写真集『小泉記念艦』を企画・編集。「人体測定KYON2ver.」と題して、さまざまな色での「小泉の魚拓」（これもイブ・クラインの真似）を収録した。また、資生堂イプサの広報誌「Cawaii Click!」や「イプサ文庫」なども手がけた。
1982年頃、デビュー前で喫茶店のウェイトレスをやっていた内田春菊に声をかけられ、「面白い子だ」と認めて彼女のペンネーム「春菊」を命名したが、その縁で、1995年に内田の自伝的小説『ファザーファッカー』の映画化の際、プロデューサーを務め、監督に初監督となる荒戸源次郎を指名。逆に荒戸から「主人公の義父」役で出演を依頼され、約20年ぶりの映画出演でまたも怪優ぶりを発揮。
以降は、多くの映画、テレビドラマに俳優として出演し、リリー・フランキー原作のアニメ『おでんくん』では声優も務めた。
癌により死去。

## 受賞
- ディスプレイ・デザイン協会最高賞（1982年）
- グッドデザイン賞金賞（2003年度） - 「CLASSICS THE SMALL LUXURY」六本木ヒルズ内のハンカチ専門店

## 映画

### 出演
- 性遊戯（1969年） 監督：足立正生 - 秋山未知汚名義
- 狂走情死考（1969年） 監督：若松孝二　- 秋山未知汚名義
- ゆけゆけ二度目の処女（1969） 監督：若松孝二　- 秋山未痴汚名義
- 裸の銃弾（1969）監督：若松孝二　- 秋山未知汚名義
- 性賊 セックスジャック（1970）監督：若松孝二　- 秋山未知汚名義
- 噴出祈願 15歳の売春婦（1971） 監督：足立正生 - 秋山未知汚名義
- (秘)女子高生 恍惚のアルバイト（1972） 監督：若松孝二 - 秋山ミチヲ名義
- 天使の恍惚（1972）監督：若松孝二 - 秋山ミチヲ名義
- 愛欲の罠（1973年） 監督：大和屋竺 - 秋山ミチヲ名義
- ファザーファッカー（1995）監督：荒戸源次郎
- 流★星（1999） 監督：山仲浩光
- ざわざわ下北沢（2000） 監督：市川準
- DRUG GARDEN（2000） 監督：広田レオナ
- 赤目四十八瀧心中未遂（2003） 監督：荒戸源次郎
- ナイン・ソウルズ（2003）監督：豊田利晃

### 助監督
- 性地帯 セックスゾーン（1968） 監督：足立正生 - 秋山未知汚名義
- 性遊戯（1969年） 監督：足立正生 - 秋山未知汚名義
- 新日本暴行暗黒史 復讐鬼（1969） - 監督：若松孝二　- 秋山未知汚名義
- 女学生ゲリラ（1969）監督：足立正生 - 秋山未知汚名義
- 狂走情死考（1969）監督：足立正生 - 秋山未知汚名義

### 音楽
- 女教師 私生活（1973） 監督：田中登 - 秋山ミチヲ名義

### 監修
- CHECKERS IN TAN TAN たぬき（1985） 監督：川島透

### プロデューサー
- 鉄拳（1990） 監督：阪本順治
- 夢二（1991） 監督：鈴木清順
- 外科室（1992） 監督：坂東玉三郎
- ファザーファッカー（1995）監督：荒戸源次郎

## テレビ

### テレビドラマ出演
- 秀吉（1996） NHK大河ドラマ
- 天うらら（1998） NHK連続テレビ小説
- 私立探偵 濱マイク（2002） よみうりテレビ

### アニメーション声優
- おでんくん（2005 - ） 監督：加藤道哉、原作：リリー・フランキー

## CM出演
- ネスレ日本株式会社、ネスカフェ・香味焙煎

## 作詞
- アゴ&キンゾー
  - 世界最強の愛のテーマ!! 作編曲：高橋幸宏
- 伊武雅刀
  - だって、ホルモンラブ 作編曲：細野晴臣
- うしろゆびさされ組
  - SE・KI・LA・LA 作曲：後藤次利
- 大貫妙子
  - チェッカーくん 作曲：大貫妙子
- 小泉今日子
  - 快力! ヨーデル娘　作曲：細野晴臣
- 中原理恵
  - 裸足のエロス 作曲：高橋幸宏
- 安野ともこ
  - Flower Bird Wind Moon　作曲：細野晴臣
  - Sur la Terra　作曲：細野晴臣
  - Mysterieux　作曲：細野晴臣
  - エンゼル来たる　作曲：飯島美織

## 関係書籍
- 女子性愛読本 三八態 面白商会編集、編集委員：黒内直、秋山ミチオ、志水誠他　映像グループ 1972
- 60年代のカタログ 小野耕世編（イラスト　原田治・奥村靫正） 主婦と生活社 1975
  - 秋山の文章「映画激情」「アイドルへの道」収録。
- 夕刊イトイ 糸井重里編 リブロポート 1984
  - 14人の編集長が編集した「夕刊イトイ」。秋山編集の号が収録。
- 高級藝術宣言 付・総合商社HAND-JOEの歩み（高級藝術協會編）JICC出版局 1985,1
  - 秋山道男、平岡正明、糸井重里、上杉清文、巻上公一、赤瀬川原平、南伸坊、末井昭
- 小泉記念館 小泉今日子永久大切版・高級写真集 スコブルコンプレックス著 音楽専科社 1986
- 今月の困ったちゃん 内田春菊 マガジンハウス 1989.10
  - 秋山との対談を収録
- ベッドタイム・ストーリーズ1 コージー本舗出版部著 ビクター音楽産業 1989.12
  - 秋山の小説「はだしでさんぽ」を収録
- スパイスから 荒俣宏、植島啓司、白石かずこ、春山行夫 イプサ文庫編集局（スコブルコンプレックス會社） 1990.2
- THE BOOK OF SOCKS AND STOCKINGS 荒俣宏監修 スコブルコンプレックス會社編集 日本靴下協会 1993.11
- これを読まずして、編集を語ることなかれ。松田哲夫著 径書房 1995.9
  - 秋山との対談を収録
- 谷田一郎の仕事と周辺 谷田一郎著 六耀社 1999.5
  - 秋山との対談を収録
- SUCOBULU上キゲン生活―優良品ガイド〈2000-2001〉 秋山道男編 朝日出版社 2000.6
- シンボーズ・オフィスへようこそ！完全版 南伸坊、鏡明、関三喜夫著　フリースタイル 2003
  - 秋山との対談を収録
- ザ・スタディ・オブ・コム デ ギャルソン 南谷えり子著、監修:秋山道男 リトルモア 2004
- 東京の編集 菅付雅信 ピエ・ブックス 2007.12
  - 秋山へのインタビューを収録
- スペクテイター〈46号〉 秋山道男 編集の発明家 幻冬舎 2020

## レコード
- 高級芸術宣言 1984
  - 秋山道男、荒木経惟、糸井重里、上杉清文、蛭子能収、奥村正、木村恒久、栗本慎一郎、小林のり一、小峯隆生、末井昭、鈴木祐弘、滝本淳助、田口智朗、平岡正明、古舘伊知郎、巻上公一、南伸坊。巻上公一プロデュース。